# BB航空
BB航空（英語：BB Airways）是一間總部設在尼泊爾加德滿都的航空公司，於2012年1月成立，於同年9月開始正式運作，其樞紐機場為特里布萬國際機場。BB航空在2012年10月13日首航吉隆坡。

## 航點
BB航空經營兩條由特里布萬國際機場到亞洲的航點：
- 尼泊尔加德滿都特里布萬國際機場 樞紐機場
- 马来西亚吉隆坡國際機場
- 香港香港國際機場

## 機隊
BB航空擁有下列的飛機（至2013年1月）：
| 機型        | 數量 | 訂購中 | 備註           |
| ----------- | ---- | ------ | -------------- |
| 波音757-200 | 1    | 0      | 租自通里薩航空 |